# Solenidium
Solenidium es un género de orquídeas . Tiene tres especies epifitas.  Es originario de Sudamérica.

## Descripción
Son plantas pequeñas con pseudobulbo alargado, comprimido lateralmente, recortado por vainas, lleva una hoja, raramente dos hojas apicales relativamente cortas, oblongas o liguladas. La inflorescencia aparece en la axila de las vainas de los pseudobulbos, es racemosa, erecta y larga, conteniendo muchas flores.
Las flores son pequeñas con los sépalos y pétalos  libres, tienen manchas marrones y son muy similares. El labio es sésil, simple, plano  y ancho en la base, presentando láminas paralelas con dos pequeños cuernos  al final en las extremidades. La columna tiene dos alas basales y extremidades dentadas proyectándose sobre la antera que contiene dos polinias.
Dos especies estuvieron subordinadas al género Oncidium al cual se parecen mucho.

## Distribución
Solenidium consta de solo tres especies epífitas de crecimiento cespitoso. Es natural del norte de América del Sur, desde donde se distribuyen hasta el estado de Mato Grosso en Brasil, una de ellas produce solo se encuentra en Ecuador.

## Evolución, filogenia y taxonomía
Fue propuesto por John Lindley en Orchidaceae Lindenianae 15, en 1846, describiendo la especie tipo de género, Solenidium racemosum. 

## Etimología
Su nombre genérico es una referencia a los cuernos que tienen sus flores en el labelo.

## Especies deSolenidium
| - Solenidium lunatum (Lindl.) Schltr. (1914) - Solenidium portillae Dalström & Whitten (2003) - Solenidium racemosum Lindl. (1846) - especie tipo |